# Tromsø flygplats

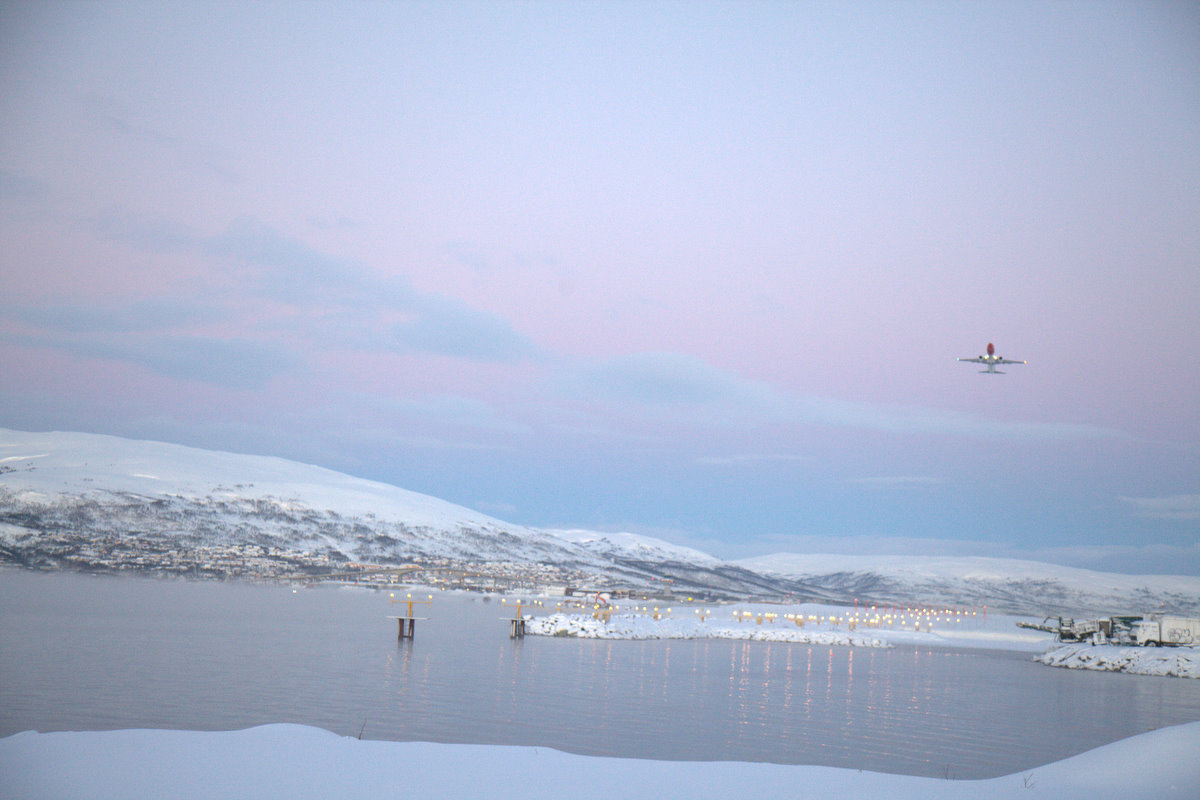
Tromsø flygplats.

Tromsø flygplats (norska: Tromsø lufthavn, Langnes), är en norsk civil flygplats, som ligger vid staden Tromsø i Troms fylke, i Nord-Norge. Flygplatsen ligger på västra sidan av ön Tromsøya, cirka tre kilometer från centrala Tromsø. Flygplatsen öppnades 1964, den är Nord-Norges största, och hade 2 260 000 resande 2017. Längden på banan är 2540 meter. Flygplatsen domineras av inrikesdestinationer, men det finns också ett antal utrikesdestinationer. 

## Historia
Tromsø fick flygförbindelse första gången på 1930-talet. Då blev sjöflygplatsen på Skattøra invigd. Först var det Det Norske Luftfartselskap (DNL) som opererade, men snart kom också Widerøe med sina Finnmarksdestinationer.
Under andra världskriget användes sjöflygplatsen av tyska Luftwaffe. Efter kriget kom DNL tillbaka till Skattøra med flygningar till Trondheim, och österut mot Kirkenes. Från 1947 kom man igång med flygningar till Oslo, med en restid på cirka 8 timmar. Man använde då en flygtyp som hette Short Sandringham, men efter att flygplatsen i Bodø öppnades 1952, gick man tillbaka till att använda Junkers JU-52.
År 1958 öppnades Bardufoss lufthavn. Det var då vanligt att man tog buss från Tromsø till Bardufoss för att kunna använda denna flygplatsen, som låg på land.
I början av 1950-talet blev det bestämt att Tromsø, som Nord-Norges största stad, skulle få sin egen "vanliga" flygplats, på land. Efter diverse diskussioner, om bland annat längden på banan, kom man äntligen igång med att bygga den 1961. Det blev då bestämt att banan skulle vara 2000 meter.
Dåvarande kronprins Harald företog den officiella öppningen av Tromsø Lufthavn , den 14 september 1964. Öppningen förbättrade kommunikationerna för hela norra Norge. Flyg från Oslo till Kirkenes kunde nu också mellanlanda i Tromsø. Man startade nu också med flygningar till ögruppen Svalbard.
År 2019 kommer man starta en stor utbyggnad av flygplatsen. Den skall vara färdig 2021, och har en budget på cirka 500 miljoner kronor.

## Trafik

### Reguljär flygtrafik inland
|                       | Flygsällskap | Inrikes |
| --------------------- | ------------ | --- |
| Norge                 | Norwegian    | Alta, Bodø, Kirkenes (vinterrutt), Oslo, Trondheim |
| Norge Sverige Danmark | SAS          | Alta, Bodø, Longyearbyen, Oslo |
| Norge                 | Widerøe      | Andenes, Alta, Bergen, Berlevåg, Bodø, Båtsfjord, Hammerfest, Harstad/Narvik, Hasvik, Honningsvåg, Kirkenes, Lakselv, Mehamn, Stokmarknes, Sørkjosen, Vadsø, Vardø Säsongsrutt: Sandefjord, Svolvær |

### Reguljär flygtrafik utland
|                       | Flygbolag          | Utland                                   |
| --------------------- | ------------------ | ---------------------------------------- |
| Finland               | Finnair av Widerøe | Helsingfors                              |
| Norge                 | Norwegian          | Las Palmas, London-Gatwick               |
| Norge Sverige Danmark | SAS                | Köpenhamn, Stockholm-Arlanda             |
| Ungern                | Wizz Air           | Gdansk, London-Luton (från vintern 2019) |
| Tyskland              | Lufthansa          | Frankfurt, München                       |

### Flygtrafik charter
|                       | Flygsällskap                     | Chartermål                |
| --------------------- | -------------------------------- | ------------------------- |
| Bulgarien             | Balkan Holidays Airlines         | Burgas                    |
| Turkiet               | Corendon Airlines                | Antalya                   |
| Storbritannien        | Thomas Cook Airlines Scandinavia | Las Palmas                |
| Norge                 | Norwegian                        | Antalya, Chania           |
| Norge Sverige Danmark | SAS                              | Chania, Palma de Mallorca |
| Turkiet               | SunExpress                       | Antalya                   |

### Frakt
|         | Flygsällskap    | Fraktmål                                 |
| ------- | --------------- | ---------------------------------------- |
| Sverige | West Air Sweden | Longyearbyen, Oslo (för Posten Norge AS) |

## Trafikstatistik
| År          | Flygrörelser | Frakt och post | Passagerare |
| ----------- | ------------ | -------------- | ----------- |
| 2017 (des.) | 47 545       | N/A            | 2 267 808   |
| 2016        | 43 219       | 1 366          | 2 104 924   |
| 2015        | 42 444       | 1 726          | 2 009 146   |
| 2014        | 43 723       | 1 709          | 2 006 924   |
| 2013        | 42 000       | 1 739          | 1 936 022   |
| 2012        | 40 439       | 1 823          | 1 889 023   |
| 2011        | 39 484       | 2 063          | 1 800 093   |
| 2010        | 38 873       |                | 1 649 584   |
| 2009        | 38 774       | 1 883          | 1 629 967   |
| 2008        | 39 736       | 2 292          | 1 647 405   |
| 2007        | 40 063       | 2 417          | 1 606 226   |
| 2006        | 40 053       | 1 182          | 1 557 255   |
| 2005        | 37 860       | 736            | 1 459 686   |
| 2004        | 37 195       | 455            | 1 446 655   |
| 2003        | 36 301       | 467            | 1 348 962   |
| 2002        | 34 232       | 381            | 1 377 722   |
| 2001        | 37 858       | 18             | 1 549 176   |
| 2000        | 37 625       | 6              | 1 552 888   |
| 1999        | 41 783       | 10             | 1 587 154   |

All trafikstatistik är från Avinor.